# Brouwersdijk
De Brouwersdijk is een straat in de stad Dordrecht, in de Nederlandse provincie Zuid-Holland. 
Oorspronkelijk vormde deze dijk de voortzetting van de Oudendijk; hij is dan ook aangelegd voor de in 1603 klaargekomen polder het Oudeland van Dubbeldam. Dichter bij de stadsmuren van Dordrecht werd de Brouwersdijk op zijn beurt weer voortgezet door de Weeskinderendijk. Deze dijken raakten hun waterkerende functie al gauw kwijt toen de Zuidendijk werd aangelegd. Niettemin bleven ze eeuwenlang grotendeels intact in het landschap liggen.
Toen aan het begin van de twintigste eeuw de wijk Krispijn werd aangelegd, kwam de Brouwersdijk daar middenin te liggen. Het traject werd verlaagd maar de dijk werd een belangrijke verkeersader voor de nieuwe wijk. De dijk scheidt twee buurten binnen de wijk: ten noordoosten zijn de straten naar dichters genoemd, ten zuidwesten naar schilders (de Van Goghbuurt). Sinds de aanleg van de Laan der Verenigde Naties sluit de Brouwersdijk niet meer op de Oudendijk aan.
Aan de Brouwersdijk is enige middenstand te vinden, alsook een evangelische kerk, de Torenschoolkerk. De rooms-katholieke Onze-Lieve-Vrouwekerk, die daar schuin tegenover stond, is inmiddels afgebroken.